# Kostjantyn Jakovyč Kryžyc'kyj
Kostjantyn Jakovyč Kryžyc'kyj, in ucraino Костянтин Якович Крижицький? (Kiev, 17 maggio 1858 – San Pietroburgo, 4 aprile 1911), è stato un pittore paesaggista ucraino.
Fu accademico dell'Accademia Russa di Belle Arti di San Pietroburgo (1889).
Morì suicida, è sepolto nel Cimitero ortodosso di Smolensk a San Pietroburgo.